# Les Tulipes de Haarlem
Pour plus de détails, voir Fiche technique et Distribution.
Les Tulipes de Haarlem (I tulipani di Haarlem) est un film italien réalisé par Franco Brusati, sorti en 1970.

## Fiche technique
- Titre : Les Tulipes de Haarlem
- Titre original : I tulipani di Haarlem
- Réalisation : Franco Brusati
- Scénario : Sergio Bazzini et Franco Brusati
- Musique : Benedetto Ghiglia
- Photographie : Luciano Tovoli
- Montage : Mario Morra
- Production : Turi Vasile
- Société de production : PECF, Produzione Intercontinentale Cinematografica et Ultra Film
- Pays de production :  Italie et  France
- Genre : Drame
- Durée : 102 minutes
- Dates de sortie : 
  - Italie : 13 août 1970
  - France : 1971

## Distinctions
Le film a été présenté en sélection officielle en compétition au Festival de Cannes 1970.

## Distribution
- Carole André : Sarah
- Frank Grimes : Pierre
- Gianni Garko : Bernardo
- Gianni Giuliano : Gustave
- Pierre Cressoy
- Philippe Hersent